# Serëna
La Serëna (in russo Серёна?) è un fiume della Russia europea, affluente di sinistra della Žizdra, nel bacino dell'Oka. Scorre nell'oblast' di Kaluga.
Il fiume ha origine nei pressi del villaggio di Pokrov (nel Meščovskij rajon). Scorre prevalentemente in direzione sud-orientale. Sulla riva destra del fiume si trova l'antico insediamento di Serensk. Sfocia nella Žizdra a 35 km dalla foce. Ha una lunghezza di 108 km, il suo bacino è di 1 130 km². Nel medio corso è attraversato dalla strada M3.